# Philippe Junot
Philippe Junot (* 19. April 1940 in Paris) ist ein französischer selbständiger Investmentbanker und Immobilienentwickler mit Sitz in Paris. In der Öffentlichkeit bekannt wurde er als erster Ehemann der Prinzessin Caroline von Monaco.

## Eltern
Der Vater, Michel Junot (1916–2008), war ein Politiker und höherer Verwaltungsbeamter. Unter anderem war er Abgeordneter im Europäischen Parlament und Vize-Bürgermeister von Paris. Die Mutter, Lydia Thyckjær, war die Tochter eines dänischen Industriellen. Als Philippe sechs Jahre alt war, ließen sich seine Eltern scheiden. Zu seinen Vorfahren zählt nach eigenem Bekunden der General Jean Andoche Junot (1771–1813), der Napoleon Bonaparte gedient hat und dessen Name auf dem Arc de Triomphe in Paris verewigt ist.

## Ausbildung und Beruf
In seiner Jugend wuchs Junot bei seinem Vater in Paris auf. Das Abitur bestand er erst im zweiten Anlauf. Er studierte Jura an der Universität Paris. Nach dem Abschluss arbeitete er als Börsenmakler in New York, danach machte er einen beruflichen Ausflug in das Fast-Food Geschäft bei „Jack in the Box“ und ließ sich schließlich in Paris als selbständiger Investmentbanker nieder. Er unterstützte französische Kreditinstitute bei Finanzanlagen im Ausland, insbesondere in Nordamerika. Als die Beziehung mit Caroline von Monaco bekannt wurde, bezeichnete die Presse ihn oft aufgrund seines Lebenswandels und Auftretens als Playboy.
Nach der Ehescheidung von Caroline beteiligte er sich in Frankreich an mehreren Start-up-Unternehmen. Er engagierte sich unter anderem als Partner an der Finanzanlagegesellschaft von Thierry Magon de La Villehuchet, der „Access International Advisors“. Die Gesellschaft hatte erhebliche Mittel bei dem Anlagebetrüger Bernard L. Madoff investiert, die 2008 beim Zusammenbruch des Madoff Imperiums verloren gingen.

## Ehe mit Caroline von Monaco
Junot und Caroline von Monaco heirateten am 28. Juni 1978 standesamtlich und einen Tag später kirchlich. Die Eltern der Prinzessin Caroline von Monaco waren zunächst gegen diese Beziehung. Die Ehe hielt nicht lange, sie wurde am 9. Oktober 1980 geschieden. Auf Caroline von Monacos Betreiben wurde sie 1992 von der Apostolischen Signatur für nichtig erklärt. Die Ehe war kinderlos. Caroline von Monaco warf Junot Ehebruch vor, während er behauptete, dass die Einflussnahme der Eltern die Beziehung zu stark belastet hätte.

## Privates
1987 heiratete er Nina Wendelboe-Larsen. Der Ehe entstammen drei Kinder: Victoria, Isabelle und Alexis. Diese Ehe wurde 1997 geschieden. Junot lebt aktuell mit dem schwedischen Model Helén Wendel zusammen, mit dem er seit 2005 eine gemeinsame Tochter Chloé hat.